# Triadodiscinae
Triadodiscinae es una subfamilia de foraminíferos bentónicos de la familia Involutinidae y del orden Involutinida. Su rango cronoestratigráfico abarca desde el Scythiense (Triásico inferior) hasta el Carniense (Triásico superior).

## Clasificación
Triadodiscinae incluye a los siguientes géneros:
- Lamelliconus †
- Triadodiscus †

Otro género considerado en Triadodiscinae es:
- Mesodiscus †, aceptado como Triadodiscus